# 盧科亞諾夫區

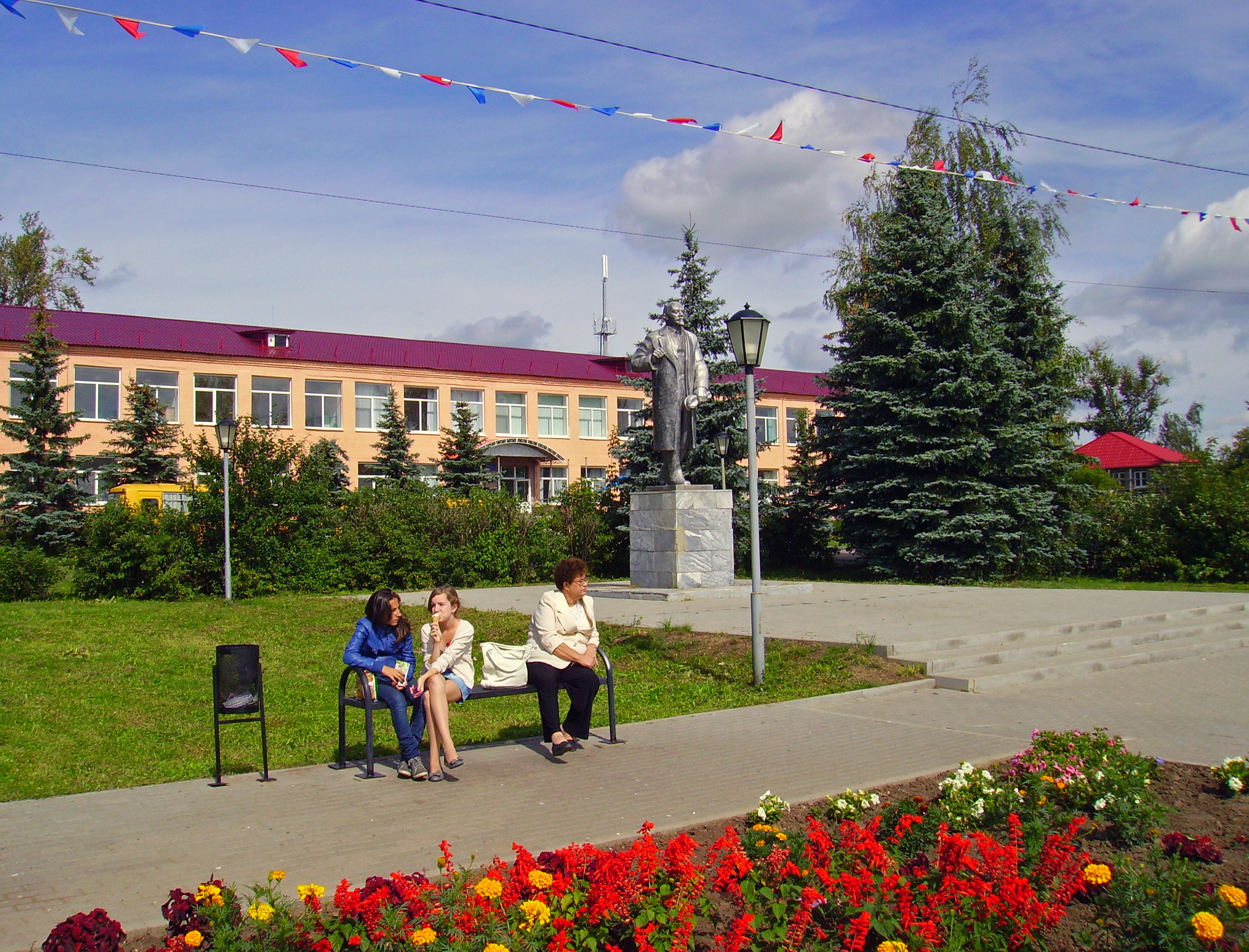

55°02′18″N 44°29′52″E / 55.03833°N 44.49778°E
盧科亞諾夫區（俄语：Лукояновский район），是俄羅斯的一個區，位於該國西部，由下諾夫哥羅德州負責管轄，始建於1929年，面積1,890.7平方公里，2010年人口32,384，人口密度每平方公里17.13人。